# Charedì

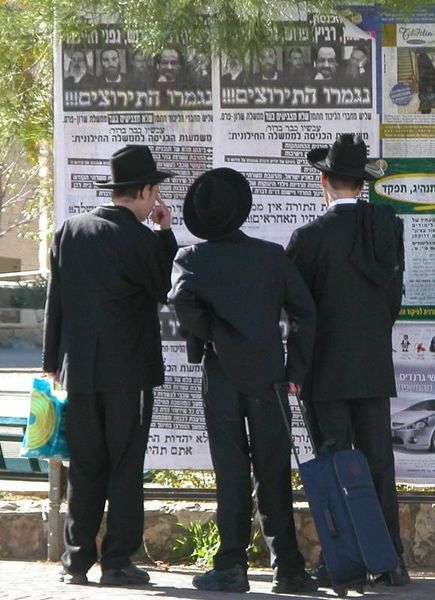
Giovani haredi a Gerusalemme che leggono un Pashkvil

Charedì o Haredì (in ebraico חֲרֵדִי‎? traslitt. ḥaredi, IPA-ebr.: χaʁeˈdi), o ebraismo charedi/chareidi (plur. ḥaredim) è una forma molto conservatrice dell'ebraismo ortodosso, tra quelle cui spesso ci si riferisce come ultra-ortodosso. Un seguace di questa dottrina è quindi definito charedì/haredi (charedim/haredim al plurale).
Gli ebrei haredi considerano la loro dottrina l'estensione di una catena ininterrotta che fa capo a Mosè e alla consegna della Torah sul monte Sinai da parte del Signore.
Pertanto considerano le forme non ortodosse, e per certi versi anche l'ebraismo ortodosso moderno, come deviazioni dall'ebraismo autentico. Gli haredi non sono comunque un gruppo istituzionalmente coeso o omogeneo, ma comprendono una diversità di orientamenti spirituali e culturali, generalmente suddivisi in una vasta gamma di gruppi chassidici, correnti lituane ashkenazite e sefardite orientali. Tali gruppi spesso differiscono notevolmente tra di loro in merito alle rispettive ideologie e stili di vita, ma anche nella severità della pratica religiosa e teologia, nonché nell'isolamento che mantengono dalla cultura generale che li circonda.
Oggigiorno, gli haredi si trovano principalmente in Israele, Nordamerica ed Europa. La rispettiva crescita demografica è notevole, grazie al numero elevato di nascite, e raddoppia ogni 12-20 anni. Stime del numero globale di haredi sono difficili da calcolare, data la sua definizione imprecisa, la mancanza di raccolta dati e il rapido cambiamento temporale. Secondo il Telegraph nel 2011 c'erano circa 1,3 milioni di haredi.

## Terminologia
Secondo il sociologo israeliano Nachman Ben-Yehuda, "la parola ebraica ḥaredi deriva da harada – timore e ansia – con il significato di colui che è ansioso, e/o timoroso della parola dell'Altissimo". Nurit Stadler scrive che la parola "significa coloro che paventano o tremano, come appare in Isaia 66:5: Ascoltate la parola del Signore,
voi che tremate alla Sua parola'". Anche altre fonti citano Isaia 66:5 ed Esdra 10:3 ("quelli che tremano davanti al comando del nostro Dio"). In generale, la parola "connota meraviglie e timore, in soggezione per la maestà di Dio".
Il termine "ultraortodosso" è spesso usato al posto del termine haredi. Alcuni considerano che questo termine sia fuorviante: Ami Ayalon scrive che haredi sia preferibile perché
"Haredi" non ha nessuna delle implicazioni religiose ingannevoli di "ultra-ortodosso": secondo quanto afferma Shilhav (1989:53), "[gli haredi] non sono necessariamente [oggettivamente] più religiosi, ma religiosi in un modo diverso".
L'uso del termine "ultraortodosso" può infatti essere controverso, ed è considerato peggiorativo da Ami Ayalon, Norman Lamm e altri. Il Centro per la Fede e i Media in Canada, mentre asserisce che tale termine "a volte non può essere evitato", avvisa i giornalisti di
cercare di evitare il termine "ultraortodosso" per descrivere gli ebrei molto osservanti, in parte perché 'ultra' implica estremismo. Il termine inoltre mette gli ebrei molto osservanti tutti insieme (ma c'è molta diversità tra gli osservanti). In aggiunta, non esiste un'analoga definizione all'altro capo della panoramica religiosa (per esempio, non esistono ebrei ultra-riformati).
Inoltre il termine "ultraortodosso", significando etimologicamente "al di là della norma" (dal greco ultra, oltre e doxa, norma opinione), risulta essere completamente fuorviante rispetto all'ideologia ebraico ortodossa in generale e charedi in particolare. L'ebraismo ortodosso è infatti un'ortoprassi in cui vige il principio halachiko (normativo) stabilito dai poskim (decisori halachici) di "non deviare da essa (dalla Torah) né a destra né a sinistra" (Giosuè 1:7): è perciò proibito aggiungere e diminuire a qualsiasi precetto della Torah o dei Rabbini. Per questa ragione il termine "ultraortodosso" risulta soprattutto errato da un punto di vista etimologico, indicando un comportamento al di la della norma, cosa di per sé contraria ai principi dell'ortodossia ebraica (questa la critica principale, mossa in ambito charedi, all'uso del termine).
L'agenzia giornalistica Jewish Telegraphic Agency smise di usare il termine negli anni 1990, sostituendolo con "ortodossi ferventi" o "Haredi", oppure entrambi. L'editore di allora, Lisa Hostein, affermò che "'ultraortodosso' veniva visto come termine dispregiativo che implicava estremismo". Un giornale del New Jersey, The Star-Ledger, apparentemente smise di usare il termine ultraortodosso nel 2009.
Più generalmente, una serie di altre espressioni sono usate tra gli ebrei haredi per designarsi nella comunità, tra cui Yidn (ebrei), erlekhe Yidn (ebrei virtuosi), frum (pii), heimish (caserecci), yeshivish e Anash (anshei-shloimeinu – membri della nostra comunità). Tutti questi appellativi acquisiscono significati diversi a seconda del contesto.
In Israele, a volte gli ebrei laici chiamano gli haredi "i neri" (ebraico: shechorim), riferimento denigratorio ai vestiti scuri solitamente indossati da questi ultimi. Vengono inoltre chiamati con la parola slang "dos" (plur. "dosim" o "dossim"), altro termine dispregiativo che imita la tradizionale pronuncia aschenazita della parola "datim", che significa 'religiosi'.

## Storia

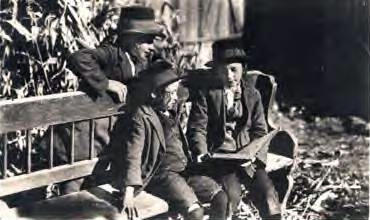
Ragazzi chassidici a Łódź nel 1910

Per diversi secoli prima dell'emancipazione degli ebrei europei, in alcune nazioni in cui vivevano gli ebrei d'Europa, erano costretti a vivere in comunità chiuse (ghetti); l'unico modo per tali ebrei di ottenere l'accettazione sociale era quello di convertirsi, abbandonando in tal modo tutti i legami con le proprie famiglie e comunità, per poi essere comunque discriminati, in quanto considerati cristiani soltanto di facciata (si veda il caso dei marranos in Spagna dopo l'espulsione degli ebrei). Poche alternative esistevano per i singoli individui, soprattutto nel ghetto, di destreggiarsi tra la cultura dominante e la comunità, perché ciò era gestito dalla più vasta comunità nel suo insieme.
Questa situazione iniziò a cambiare con l'Illuminismo e le richieste di alcuni liberali europei di includere la popolazione ebraica negli imperi e nelle nazioni emergenti, appoggiate inoltre dall'Haskalah ebraica. Questi aderenti al nuovo pensiero sostenevano che l'accettazione da parte del mondo non ebraico rendeva necessaria la riforma degli stessi ebrei e la modifica di quelle pratiche considerate in contrasto con questo obiettivo modernizzante. Nelle parole di un aforisma popolare coniato dall'illuminista ebreo Judah Leib Gordon, una persona deve essere "un ebreo a casa, e un mentsh per strada". Per alcuni ebrei, l'ebraismo meticoloso e rigoroso praticato nel ghetto interferiva con queste nuove opportunità esterne. Questo gruppo sosteneva che l'ebraismo si doveva "riformare" in linea con i cambiamenti sociali che si svolgevano intorno a loro. Erano i precursori del movimento di riforma dell'ebraismo. Questo gruppo entusiasticamente si assimilò nella cultura circostante.
Altri ebrei sostenevano che la divisione tra ebrei e gentili avesse finora effettivamente protetto la cultura religiosa e sociale degli ebrei; abbandonare tali divisioni, affermavano, avrebbe comportato l'eventuale abbandono della religione ebraica tramite l'assimilazione. Quest'ultimo gruppo insisteva che la risposta appropriata all'Illuminismo fosse quella di mantenere il rispetto rigoroso della Halakhah (la legge tradizionale ebraica) per impedire la dissoluzione dell'ebraismo autentico e garantire la sopravvivenza del popolo ebraico.
Mentre il dibattito infuriava, il tasso di integrazione e di assimilazione cresceva in proporzione al grado di accettazione della popolazione ebraica da parte delle società ospitanti. In alcuni Paesi, in particolare in Europa orientale, l'accettazione (e integrazione) era molto più lenta e questo era particolarmente vero nella "zona di residenza", una regione lungo il confine occidentale dell'Impero russo che comprendeva la maggior parte della moderna Bielorussia e dell'Ucraina, dove era confinato l'insediamento ebraico dell'impero. Sebbene gli ebrei qui non ottenessero la stessa accettazione ufficiale come era avvenuto nell'Europa occidentale e centrale, lo stesso spirito illuminato di cambiamento pervadeva gli animi, anche se in una variante locale. Dal momento che non era possibile ottenere l'accettazione da parte della cultura dominante, molti ebrei emigravano o si associavano ad una serie di vari movimenti che parevano offrire la speranza di un futuro migliore. Alcuni ebrei, particolarmente i giovani secolarizzati, abbracciavano varie versioni di radicalismo sociale, soprattutto la Democrazia Sociale nelle sue forme bundiste e nazional-socialiste e mensceviche polacche; alcuni più tardi divennero anche comunisti, in particolare nell'Unione Sovietica. Un numero molto maggiore di ebrei dell'Europa orientale scelse una "politica di uscita" meno radicale: abbracciarono o simpatizzarono per una qualche versione del nazionalismo ebraico, in particolare il sionismo (che spesso combinavano con forme di politica liberale riguardo ai diritti di cittadinanza in stati dell'Europa orientale). Iniziato come movimento popolare, ma insorgente in Russia negli anni 1880, il sionismo raggiunse un predominio comunitario entro la fine della prima guerra mondiale (tranne che in Unione Sovietica, dove il regime comunista lo soppresse a partire dal 1918). Nel contesto del generale spostamento verso la politica etnonazionalista in tutta l'Europa orientale durante la prima guerra mondiale e gli effetti devastanti della guerra sulla società ebraica tradizionale e sulle relative sue certezze, i partiti nazionalisti ebraici (soprattutto i sionisti di vario tipo) ottennero sempre più voti o addirittura una maggioranza di voti ebraici nelle varie elezioni locali, comunali e nazionali in Russia e Ucraina nel breve periodo di transizione dopo la caduta del regime zarista e nei nuovi stati-nazione emergenti con le grandi minoranze ebraiche dell'Europa dell'Est, come la Polonia e la Lituania. In concomitanza, nel periodo tra le due guerre mondiali, i principali (cioè i più popolari e ampiamente venduti) quotidiani yiddish in Polonia e Lituania venivano identificati con il sionismo. Sia i movimenti ebraici socialisti che quelli nazionalisti non erano neutrali sul tema della religione ebraica: in linea di massima, comportavano un completo e non di rado disprezzante rifiuto delle norme religiose e culturali tradizionali. Coloro che si opponevano a questi cambiamenti reagirono in una varietà di modi.
In Germania l'approccio consueto fu quello di accettare gli strumenti della ricerca moderna e applicarli alla difesa dell'ortodossia, in modo da sconfiggere i riformatori con il loro stesso gioco. Un sostenitore di questo approccio fu Rabbi Samson Raphael Hirsch, che coniò lo slogan "Torah Im Derech Eretz" (Torah e civiltà) e condusse una secessione da organizzazioni comunitarie ebraiche tedesche per formare un movimento strettamente ortodosso con la propria rete di sinagoghe e scuole, conosciute come Adath Israel. Il suo movimento ha tuttora dei seguaci e il loro livello di osservanza è molto severo, ma a causa della loro accettazione della formazione laica non vengono normalmente classificati come haredi. Alcuni studiosi della Galizia, come ad esempio Zvi Hirsch Chayes, seguirono un approccio in qualche modo simile. In Europa orientale l'ebraismo riformato non era molto organizzato, ma i sostenitori della modernità venivano compresi sotto l'egida di uno dei movimenti della Haskalah o politici, come il Bundismo o il Sionismo. L'opposizione tradizionalista era generalmente associata con i vari gruppi chassidici o con la crescente rete di yeshivot degli ebrei lituani, alcune delle quali (ad esempio la Yeshivah Volozhin) chiudevano piuttosto che rispettare la richiesta del governo russo di introdurre studi secolari nel programma didattico.
In Germania gli opponenti della Riforma si radunarono con Rabbi Samson Raphael Hirsch e il suo Adath Israel. In Polonia gli ebrei, fedeli a valori tradizionali, si riunirono sotto la bandiera dell'Agudas Shlumei Emunei Yisroel. Il fatto decisivo avvenne nel 1912 con la fondazione del movimento "World Agudath Israel", che divenne una potente forza politica e ottenne persino seggi al Sejm polacco (parlamento). Questo movimento comprendeva i rappresentanti di alcune delle correnti del tradizionalismo già menzionate. I tradizionalisti dell'Europa orientale, che avevano lottato contro i nuovi movimenti emergenti nella comunità ebraica, furono i precursori degli haredi contemporanei.

## Formazione

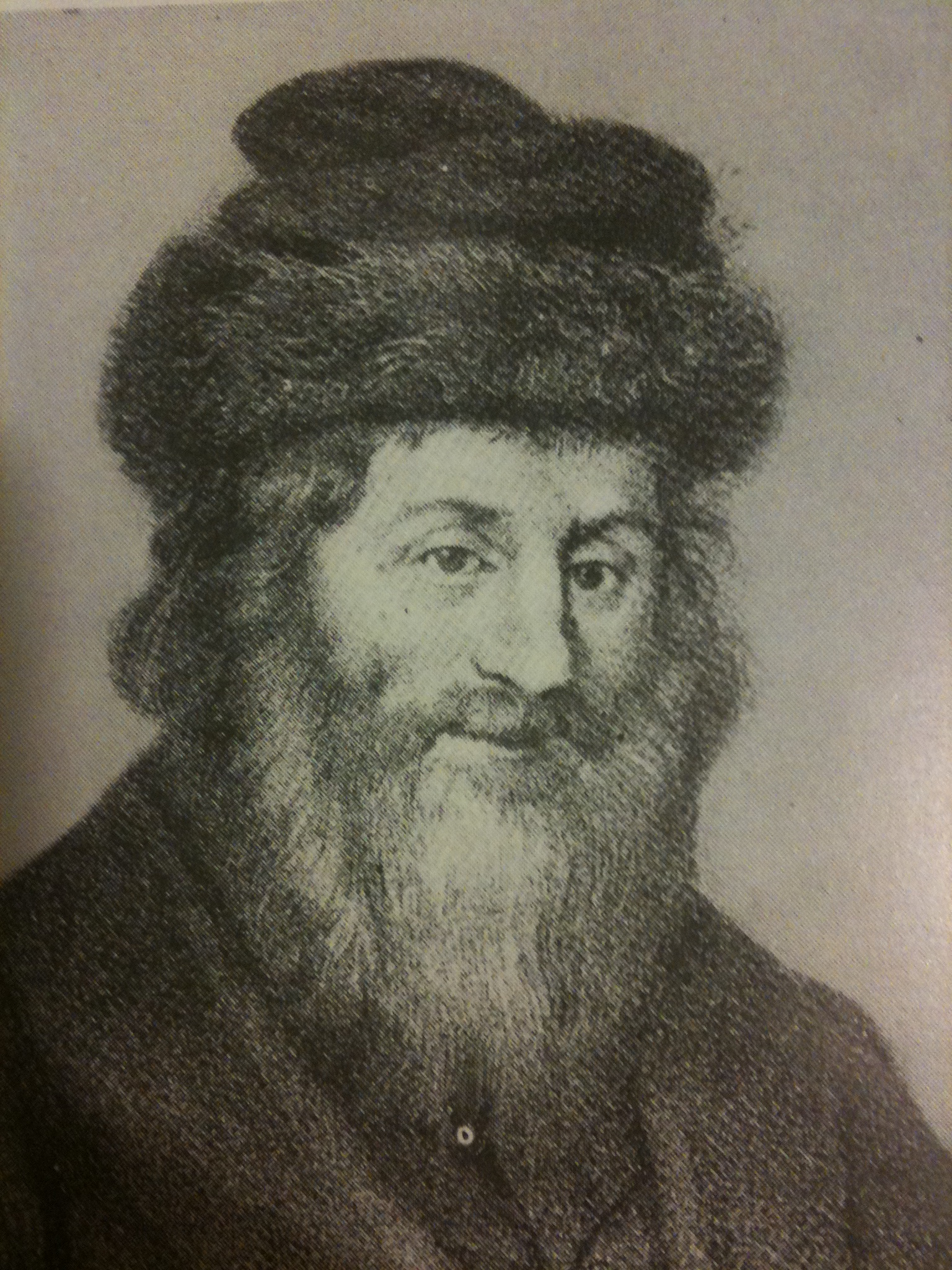
Rabbi Moses Sofer (Schreiber), uno dei fondatori degli haredi

La formazione della corrente charedì dell'ebraismo ortodosso è principalmente attribuita al rabbino Moses Sofer (il Chatam Sofer), al Gaon di Vilna Rabbi Elija Kramer, ad Israel Baal Shem Tov e ai rispettivi discepoli. Sofer, Rabbino Capo della comunità ortodossa a Pressburg (Bratislava), era uno studente di Rabbi Nathan Adler di Francoforte, che era un Maestro della Cabala e discepolo di Rabbi Pinchas HaLevi Horowitz di Francoforte, rinomato talmudista. Sofer era quindi rispettato sia dai chassidim che dai misnagdim.
Sofer applicava un gioco di parole al termine talmudico Chadash Asur min ha-Torah "il 'nuovo' è vietato dalla Torah" (riferendosi letteralmente al mangiare Chadash, "grano nuovo" prima di fare l'offerta dell'Omer), come uno slogan che annunciava la sua opposizione a qualsiasi cambiamento filosofico, sociale o pratico all'osservanza ortodossa consuetudinaria. Non permetteva quindi che gli studi secolari fossero aggiunti al curriculum didattico della sua yeshivah di Presburgo. Il suo studente più notevole fu il rabbino Moshe Shic che, insieme ai figli di Sofer - i rabbini Shimon e Samuel Benjamin Sofer - ebbero un ruolo attivo nell'opposizione al movimento di Riforma, ma mostrarono una relativa tolleranza per la diversità all'interno dell'ambiente ortodosso. Altri, come il più zelante rabbino Hillel Liechtenstein, si basarono su una posizione più rigorosa di ortodossia.
A partire dal 1830, una ventina di discepoli di Sofer si stabilirono in Terra santa, quasi tutti a Gerusalemme. Aderirono alle strutture sociali comunitarie, come lo Yishuv, che comprendevano ebrei musta'arabi, sefarditi e aschenaziti. Si stabilirono a Gerusalemme, Safed, Tiberiade e Hebron. Insieme con i perushim (discepoli del Gaon di Vilna) e chassidim formarono un approccio all'Ebraismo simile a quello dei loro omologhi europei. Nei due secoli successivi, gli haredi svilupparono organizzazioni religiose e politiche in Europa e in Israele, specie dopo l'indipendenza israeliana del 1948, promuovendo una forte ortodossia che cercasse di stabilire relazioni pacifiche e costruttive con le altre comunità ebraiche e con i non ebrei.

## Tradizioni correnti

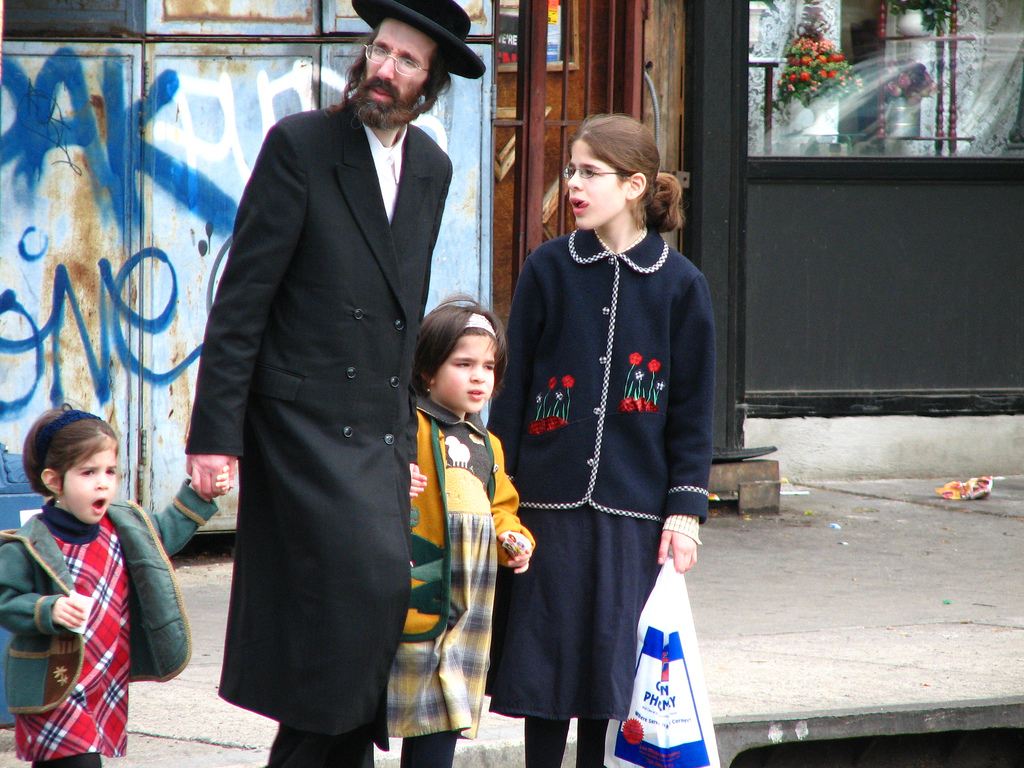
Famiglia haredi nella comunità Satmar (fotografia fatta nel quartiere di Williamsburg a Brooklyn, New York) 2006

### Pratiche e osservanze

#### Legge ebraica
Una convinzione basilare della comunità ultra-ortodossa è che essa sia l'ultimo anello di una catena di continuità ebraica che risale al dono della Torah a Mosè sul Monte Sinai. Mantengono l'interpretazione della Mishnah e del Talmud come spiegata da Maimonide che due guide distinte per l'Halakhah (Legge ebraica) furono date agli Israeliti. La prima è la Torah she-bi-khtav, o la "Legge Scritta", che è la Torah come gli ebrei la conoscono correntemente. La seconda, nota come Torah she-ba'al peh ("Legge Orale"), che spiega la Legge Scritta che fu data a Mosè quale interpretazione della Legge Scritta.
La Legge ebraica, nota come Halakhah, rappresenta le conclusioni finali basate sul Talmud in merito a come ci si debba comportare in materie spirituali, morali, religiose e personali. Come tale comprende i codici giuridici applicabili a varie situazioni ipotetiche e che sono state esaminate e sviluppate di generazione in generazione, in una vasta raccolta sempre in espansione di letteratura religiosa.
L'Halakhah è una guida per tutto ciò che l'ebreo tradizionale fa, dal momento in cui si sveglia fino a quando va a dormire. Si tratta di un corpus di leggi complesse, combinate con spiegazioni logiche del ragionamento alla base di ogni singola legge. Halakhah incorpora molte pratiche tradizionali in tali leggi, alcune delle quali iniziarono come abitudini tramandate nel corso dei millenni, insieme ad un assortimento di comportamenti culturali profondamente radicati. È quindi oggetto di intenso studio in scuole religiose conosciute come yeshivot (in sostanza, scuole di diritto che comprendono anche lo studio della letteratura e dei costumi ebraici in generale).

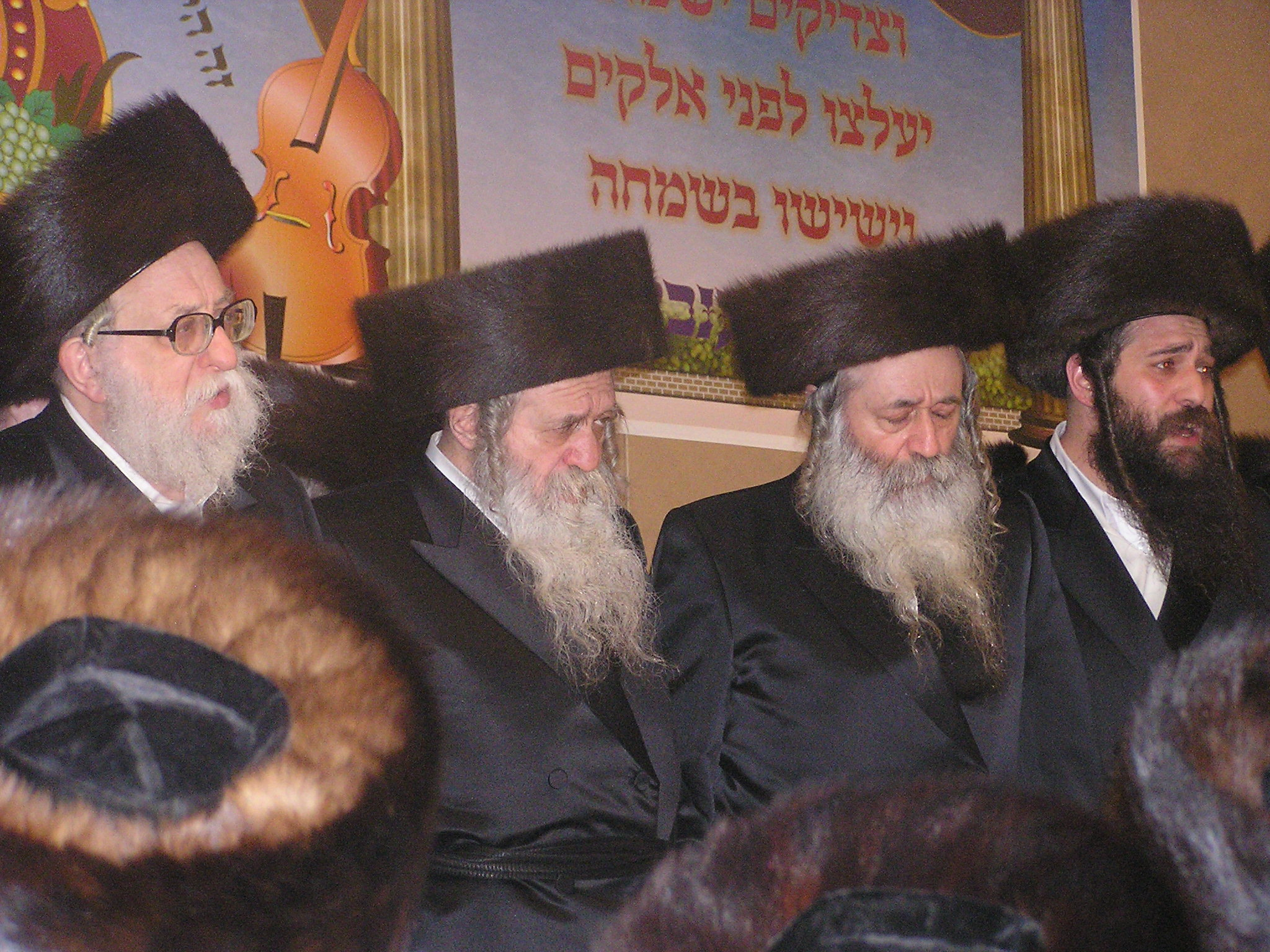
Rabbini dirigenti della dinastia degli chassidim di Černobyl'

Nel corso della storia, l'Halakhah ha affrontato molte problematiche sulla base delle circostanze e casistiche precedenti. Si sono verificate alcune modifiche di rilievo nel corso dei secoli, tra cui l'educazione più formale delle donne nei primi anni del ventesimo secolo e l'applicazione della Halakhah alla tecnologia moderna. Mentre gli haredi sono stati generalmente più conservatori delle loro controparti ortodosse moderne in merito a nuove pratiche e decisioni sull'applicazione contemporanee dei concetti halakhici, l'Ebraismo ortodosso vede queste innovazioni come coerenti con i concetti halakhici tradizionalmente esposti.
Le differenze tra l'ortodossia haredi e l'ortodossia moderna di solito si trovano nell'interpretazione della natura dei concetti tradizionali halakhici e nella comprensione di ciò che costituisce un'applicazione accettabile di questi concetti al mondo moderno.
Le invenzioni moderne sono state studiate e incorporate negli aggiornamenti dell'Halakhah, accettati sia dagli haredi che dalle altre comunità ortodosse. Per esempio, si sono promulgate sentenze circa il corretto utilizzo dell'elettricità e di altre tecnologie da parte degli ebrei ortodossi durante lo Shabbat (e altre festività) per fare in modo che le leggi scritte (Torah she-bi-khtav) non siano violate. Vi è consenso nella comunità ortodossa per quanto riguarda la maggior parte dei punti più importanti, sebbene i punti più sottili siano oggetto di intensi dibattiti che producono una vasta gamma di opinioni. Mentre le discussioni di Halakhah sono comuni e incoraggiate, le determinazioni finali circa l'applicabilità della Legge in tutte le situazioni è nelle mani del rabbino ortodosso locale o posek (giurista rabbinico).

#### Stile di vita e famiglia

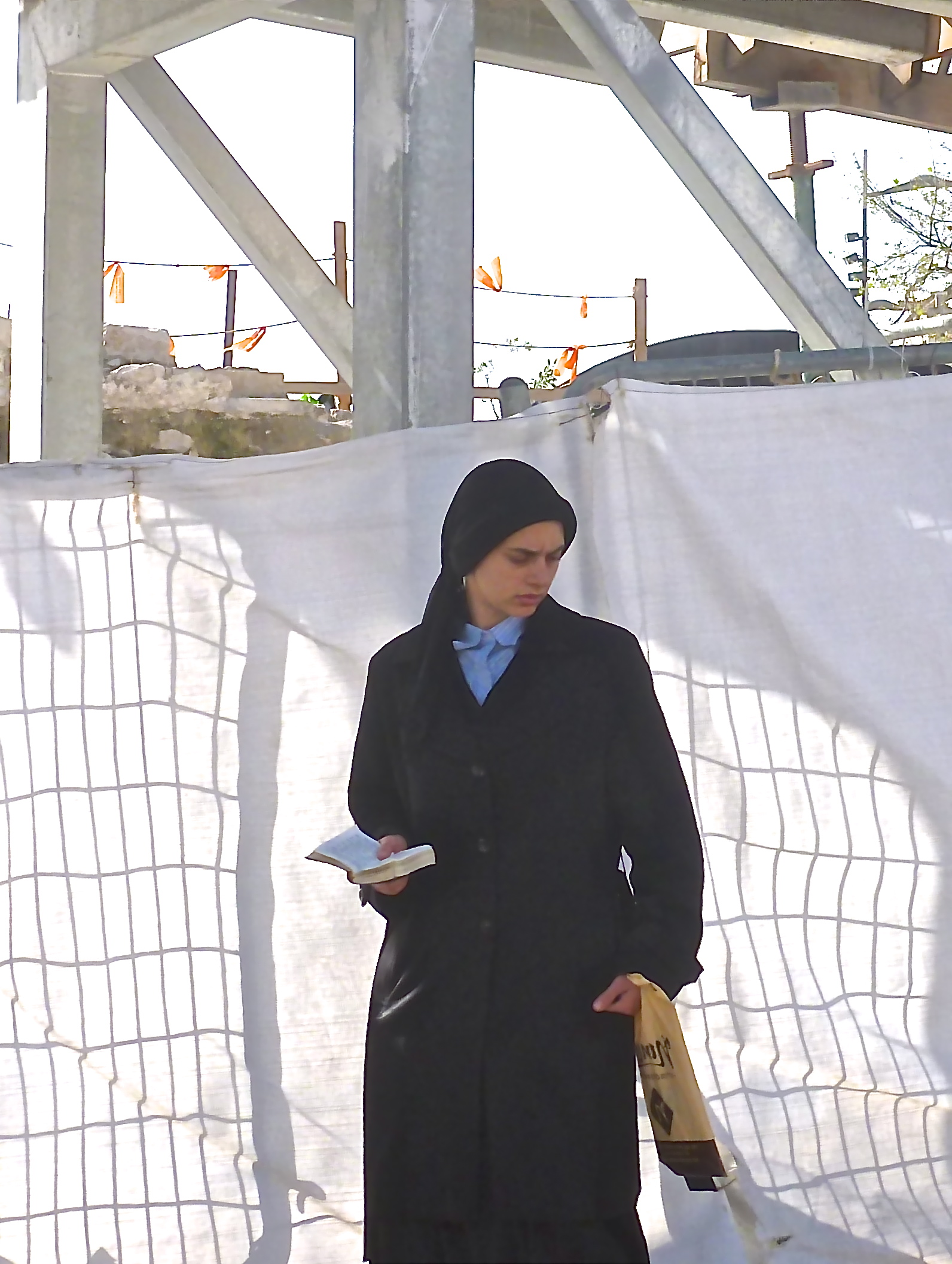
Giovane sposa haredi al Muro Occidentale di Gerusalemme, che si allontana dal Muro camminando all'indietro in segno di riverenza e rispetto

La vita haredi è molto incentrata sulla famiglia. A seconda di vari fattori, i ragazzi e le ragazze frequentano scuole separate e procedono verso un più alto studio della Torah rispettivamente in una yeshivah o seminario, cominciando da un'età che varia dai 13 ai 18 anni. Una percentuale significativa di giovani rimane nella yeshivah fino al loro shiddukh (fidanzamento), quando la donna viene introdotta alla controparte per vedere se la coppia si vuole sposare. Molti comunque continuano a studiare in un kolel (istituto di studio della Torah per uomini sposati) per tutta la vita. In molte comunità haredi, lo studio presso istituti secolari/laici viene scoraggiato, sebbene alcune comunità abbiano strutture educative per la formazione professionale o seguano programmi professionali per entrambi i sessi. La maggior parte degli uomini, anche quelli che non frequentano un kolel, si impegnano comunque a studiare quotidianamente i testi ebraici (collettivamente indicati come "Torah"). Le famiglie tendono ad essere di grandi dimensioni, riflettendo l'adesione al comandamento della Torah "Siate fecondi e moltiplicatevi" (Genesi 1:28-9:1,7): in Israele hanno in media sette figli.
I rabbini haredi generalmente proibiscono di guardare la televisione e i film, di leggere giornali quotidiani di ambiente non religioso e di usare internet senza filtri che blocchino la pornografia; sui giornali ultraortodossi sono proibite le immagini di donne o ragazze. Per questo alcuni haredi usano telefonini che sono programmati per disattivare internet, l'invio e la ricezione di sms e altre funzioni che potrebbero influenzare i loro utenti in modi indesiderabili. La maggior parte delle aziende in Israele ora offre agli haredi dei telefoni cellulari di base con limitate capacità interattive. Tuttavia sembra che molti haredi usino molto internet, a giudicare dal grande numero di partecipanti a chat haredi. In maggio 2012, 40.000 haredi si sono radunati allo Stadio Citi Field di New York per discutere sui pericoli di internet.

#### Abiti
Molti haredi reputano il modo di vestire come un mezzo importante per garantire l'identità ebraica e la distintività. Inoltre, un modo semplice e sobrio di vestire è visto come favorevole alla riflessione interiore e alla crescita spirituale. Perciò molti haredi sono riluttanti a indossare un abbigliamento moderno (che a volte potrebbe compromettere i loro standard di modestia). Molti uomini hanno la barba, la maggior parte degli uomini indossano abiti scuri e un cappello a larghe tese (di solito nero) durante la preghiera e portano sempre in testa una kippah (di solito nera) persino a letto. Le donne aderiscono alle regole di tzniut (modestia) e quindi portano gonne lunghe o comunque al di sotto delle ginocchia e maniche lunghe, scollature alte e una qualche forma di copertura della testa se coniugate: sciarpe, foulard copricapo, cappelli, o sheitel (parrucche) in maniera da non lasciare i capelli scoperti oltre due dita.
Gli uomini chassidim spesso seguono lo stile di vestiario specifico del proprio gruppo, che può prevedere giacche lunghe o cappotti (spesso chiamati redingote, o kapote o sirtuk), o una giacca da completo a piena lunghezza chiamata "rekel". L'abbigliamento formale comune comprende lunghe giacche di seta (bekishe), cappelli di pelliccia larghi o alti (shtreimel o spodik). Questi indumenti sono indossati il giorno dello Shabbat e nelle festività ebraiche, nonché per matrimoni ed eventi di importanza comunitaria. Durante la preghiera i chassidim indossano un gartel (una lunga cintura avvolta intorno alla vita dello strato esterno di abbigliamento). Anche se comune per l'abito degli ebrei chassidici e non-chassidici in Europa prima della seconda guerra mondiale, l'uso attuale del gartel è principalmente relegato a membri del Chassidismo. Tuttavia, alcuni haredi non chassidici continuano a mantenere questa tradizione.

## Popolazione e relazioni sociali

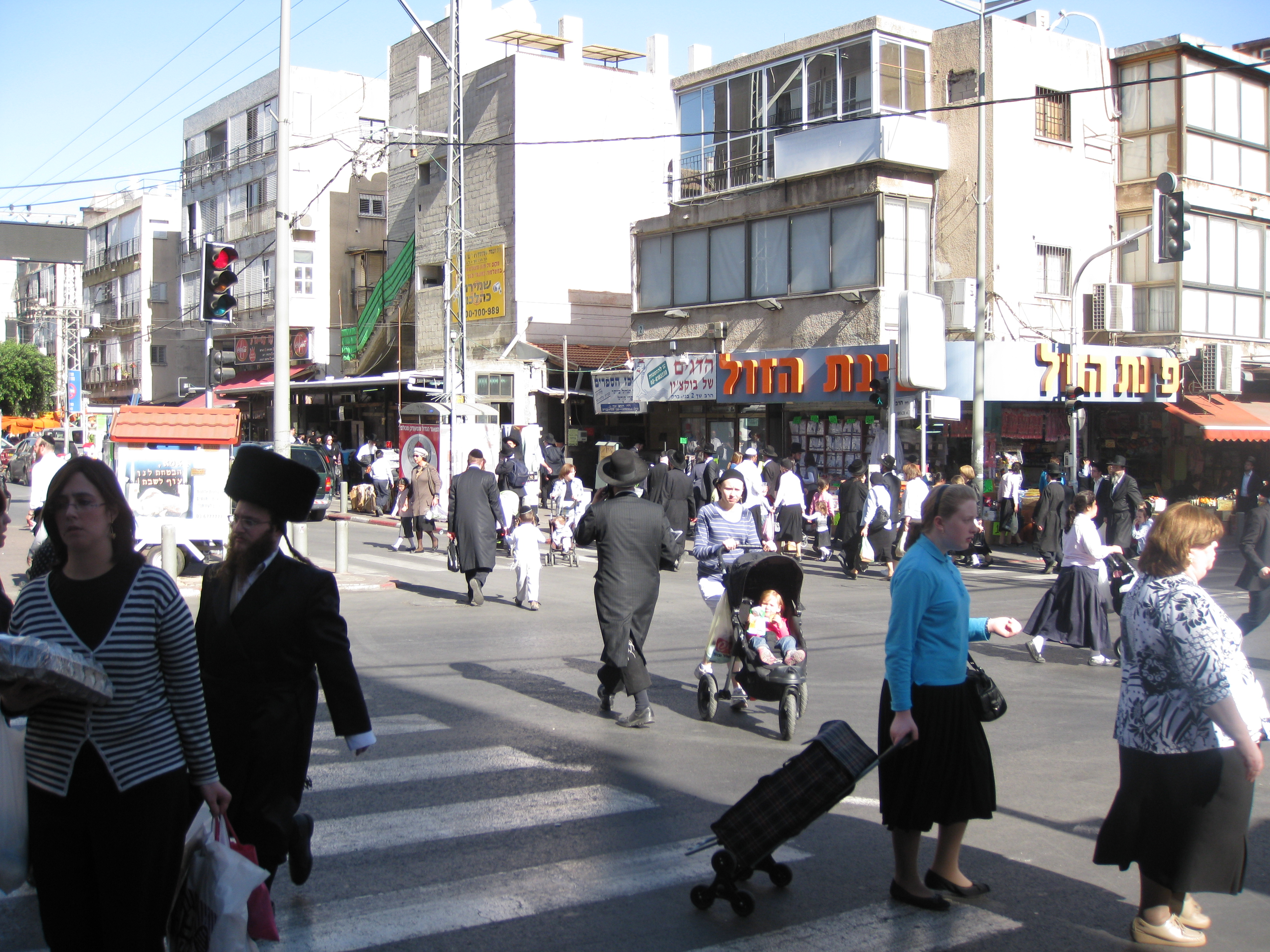
Quartiere haredi a Bnei Brak, Israele

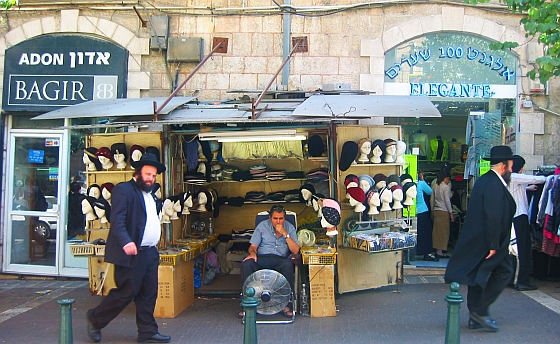
Il quartiere haredi Mea Shearim a Gerusalemme

### Demografia
Stime della popolazione heredi sono difficili da ottenere e potrebbero sottostimare significativamente il numero reale di haredi, a causa della loro riluttanza a partecipare a sondaggi e censimenti. Tuttavia gli studi mostrano un tasso di crescita molto alto, con una popolazione di giovani percentualmente elevata.
| Nazione     | Anno      | Popolazione            | Tasso di crescita annuale |
| ----------- | --------- | ---------------------- | ------------------------- |
| Israele     | 2006      | 444.000–795.000        | 6%                        |
| Stati Uniti | 2006      | 468.000                | 5,4%                      |
| Regno Unito | 2007/2008 | 22.800–36.400 / 45.500 | 4%                        |

Altre nazioni con un notevole numero di heredim sono Canada, Francia, Argentina, Belgio, Paesi Bassi, Svizzera, Austria, Sudafrica e Australia.

## Organizzazione

### Correnti dell'Ebraismoharedi
- Litaim
- Gruppi chassidici, tra cui: Belz, Bobov, Boston, Boyan, Breslov, Chabad Lubavitch, Ger, Karlin, Munkacz, Pittsburg, Puppa, Satmar, Slonim e Vizhnitz.

### Gruppiharediufficiali
- World Agudath Israel, internazionali e locali (per es. Agudath Israel of America)
- Shas: partito haredi (Mizrahì/Sefardita) israeliano
- Edah HaChareidis: consiglio rabbinico di gruppi haredi antisionisti nella zona di Gerusalemme e dintorni, tra cui i Satmar, Dushinsky, Toldos Aharon, Toldos Avrohom Yitzchok, Neturei Karta Mishkenos Horoim, Spinka, Brisk e una sezione di altri haredi misnagdim. La Eda Charedis Yerushalaim è l'antica comunità ebraica askenazita di Gerusalemme.

### Organizzazioni
- Toldos Yeshurun: organizzazione di haredi russi.
- United Torah Judaism: gruppo politico haredi aschenazita in Israele.

## Leaderrabbinici
- Israel ben Eliezer, noto come il Baal Shem Tov (fondatore nel XVIII secolo dello Chassidismo)
- Il Gaon di Vilna (in Lituania)
- Rabbi Chaim Ickovits di Volozhin (fondatore nel XIX secolo delle yeshivah lituane)
- Rabbi Moses Sofer (XVIII e XIX secolo - guida degli ultraortodossi dell'Europa orientale)
- Rabbi Yisrael Meir HaCohen Kagan, noto come il Chafetz Chaim
- Rabbi Avrohom Mordechai Alter, terzo rebbe di Ger, guida di Agudas Yisroel in Polonia
- Rabbi Moshe Feinstein, una delle maggiori autorità halakhiche del XX secolo
- Rabbi Avraham Yeshayahu Karelitz (leader degli haredi d'Israele)
- Rabbi Elazar Shach (leader della comunità haredi lituana in Israele)
- Rabbi Aharon Kotler (fondatore delle yeshivah di Lakewood America)
- Rabbi Ovadya Yosef (leader degli haredi sefarditi in Israele)
- Rabbi Yosef Shalom Elyashiv (leader degli haredi non chassidici d'Israele, fino al decesso nel 2012)

### Organizzazione rabbiniche e dinastie ebraiche
- Rabbini del Consiglio Rabbinico Edah HaChareidis di Gerusalemme
- Rebbe chassidici della Dinastia Satmar (originata in Ungheria, ora a New York)
- Rebbe chassidici della Chassidut Belz (originaria della Galizia ed ora in Israele)
- Rebbe chassidici della Dinastia Ger (originata in Polonia, ora in Israele)
- Rebbe chassidici della chassidut Slonim (originata nella città di Slonim in Bielorussia ora divisa in due a Gerusalemme e Bnei Brak)
- Rebbe chassidici di Chabad-Lubavitch